# Киптануи, Элиуд
Элиуд Киптануи — кенийский легкоатлет, бегун на длинные дистанции. 

## Достижения
Международную карьеру начал в 2009 году. В 2010 году стал победителем Пражского марафона с результатом 2:05.39. В этом же году принял участие в Берлинском марафоне, на котором занял 5-е место. В 2011 году занял 4-е место на Роттердамском марафоне.
На чемпионате мира 2011 года занял 6-е место в марафоне.
Трёхкратный участник Сеульского марафона, в 2012 году занял 3-е место (2:06.44), в 2013 году занял 17-е место (2:17.10), а в 2014 году 11-е место (2:14.41).
28 сентября 2014 года занял 5-е место на Берлинском марафоне — 2:07.28.
В 2015 году финишировал на 2-м месте на Берлинском марафоне — 2:05.22.